# Hyreshus

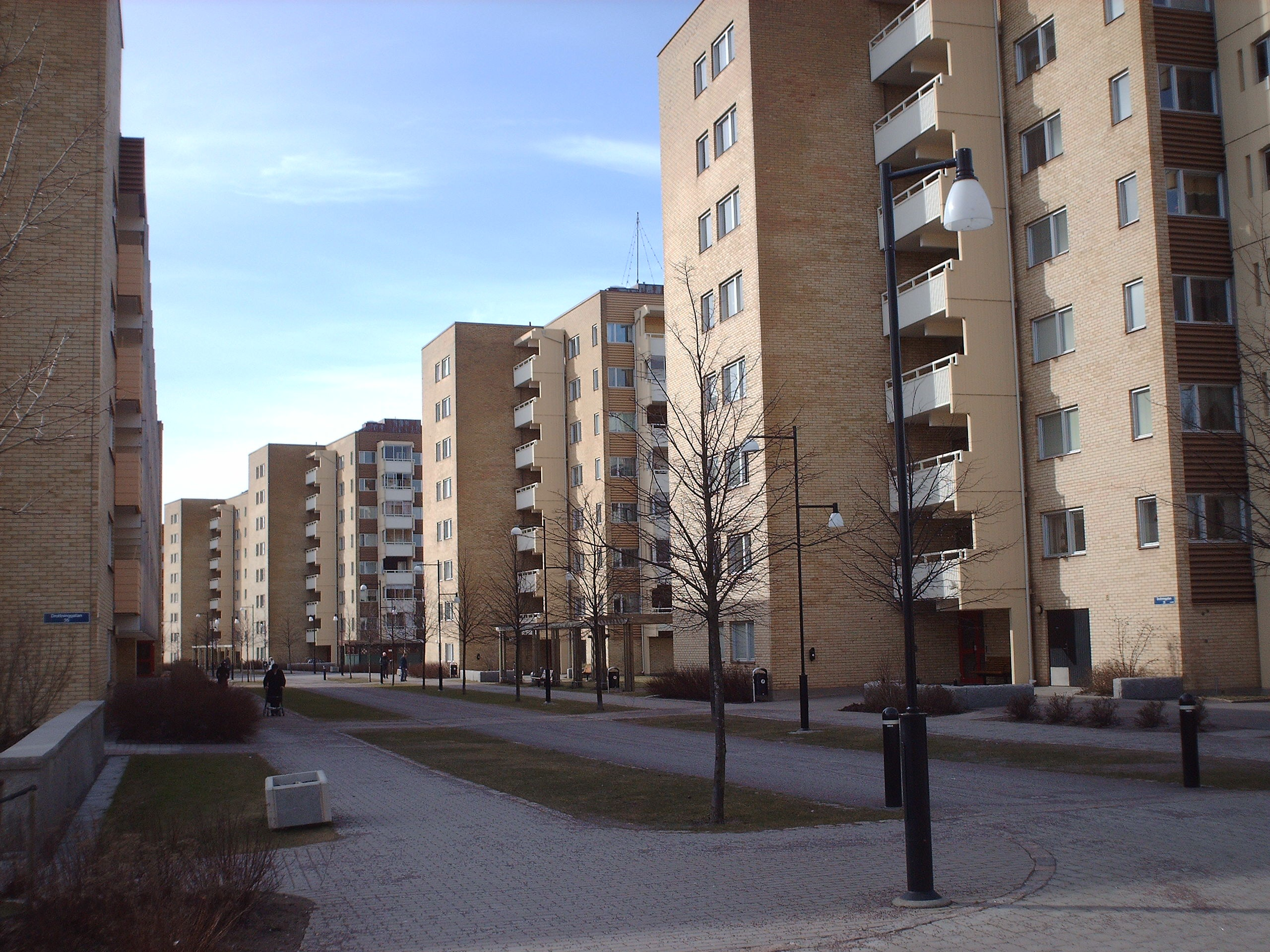
Hyreshusen i Gamla stan, Motala uppförda på 1970-talet. Foto från 2007.

Hyreshus kallas ett flerbostadshus med lägenheter, som upplåts till hyresgäster med så kallad besittningsskydd. Denna rätt regleras i hyreslagen och innebär, att bostaden får disponeras så länge hyreskontraktets åtaganden uppfylls. Hyreshus kan dock även vara radhus med bara en våning.
Hyresgästen kan vara ansluten till Hyresgästföreningen, som med valda och anställda funktionärer bevakar hyresgästens rätt och även har förhandlingsrätt beträffande fastställande av hyror med mera.
Hyreshus är också ett skatterättsligt begrepp som i princip avser flerbostadshus, oavsett om bostäderna i dessa upplåtes med hyresrätt, bostadsrätt eller äganderätt.